# Единая электронная торговая площадка
Росэлторг — электронная торговая площадка для проведения государственных и корпоративных закупок, а также коммерческих закупок частных компаний (b2b) и имущественных торгов. Полное название — акционерное общество «Единая электронная торговая площадка».
Компания также оказывает различные дополнительные услуги, связанные с осуществлением электронных торгов: обучение и консалтинг, выдача электронных подписей, оказание финансовых услуг и др. Занимается разработкой и внедрением закупочных приложений и сервисов.

## История
История развития компания началась в 2006 году, когда в России начали проводиться первые электронные аукционы и эксперименты по размещению госзаказов Москвы, других субъектов РФ и корпоративных торгов АФК «Система» и группы «Связьинвест». Официальное открытие АО «Единая электронная торговая площадка» состоялось в 2009 году. В том же году площадка приняла участие в первом в России федеральном эксперименте по осуществлению пилотных электронных торгов для госзаказчиков и успешно прошла первый отбор правительства РФ в качестве федерального оператора электронных торгов по госзаказу в рамках 94-ФЗ.
В период 2009—2010 гг. площадкой были открыты собственные удостоверяющий центр по выпуску электронных подписей и учебный центр для обучения заказчиков и поставщиков.
С принятием в 2011 году Федерального закона № 223-ФЗ «О закупках товаров, работ, услуг отдельными видами юридических лиц» на площадке начала функционировать специальная торговая секция для закупок госкомпаний и корпораций, субъектов 223-ФЗ.
В 2014 году «Росэлторг» стал первым федеральным оператором, начавшим проводить имущественные торги в рамках Федерального закона № 178-ФЗ «О приватизации государственного и муниципального имущества».
В 2018 году площадкой запущена секция для закупок у субъектов малого и среднего предпринимательства (МСП) по 223-ФЗ и пройден второй отбор Правительства РФ в качестве оператора ЭТП для проведения закупок по 44-ФЗ «О контрактной системе в сфере закупок» и закупок у субъектов МСП по 223-ФЗ «О закупках товаров, работ, услуг отдельными видами юридических лиц».

## Акционеры и руководство
Генеральный директор АО «ЕЭТП» — Андрей Кашутин.

## Основная деятельность
- Государственные закупки (закупки в рамках Федерального закона № 44-ФЗ). «Росэлторг» входит в число девяти операторов электронных торгов, отобранных Правительством РФ для осуществления госзакупок. Более четверти государственных и муниципальных закупок России проводится на «Росэлторге». За время функционирования площадки на ней было проведено уже более четырех миллионов торговых процедур такого рода.
- Корпоративные и коммерческие закупки (закупки в рамках Федерального закона № 223-ФЗ и закупки частного бизнеса).
- Закупки фондов капитального ремонта в соответствии с 615 ПП РФ.
- Имущественные торги в рамках Федерального закона № 178-ФЗ «О приватизации государственного и муниципального имущества».
- Удостоверяющий центр.
- Учебный центр.
- Электронный документооборот.
- Финансовые услуги и сервисы.